# Faro
Faro (phát âm tiếng Bồ Đào Nha: [ˈfaɾu]) là một município và giáo phận của Bồ Đào Nha, là thành phố cực nam và thủ phủ của tỉnh cùng tên, trong vùng Algarve của Nam Bồ Đào Nha. Với dân số 64.560 người năm 2011 (trong đó, 50.000 người sống trong nội thành, khiến nó trở thành thành phố lớn nhất Algarve), município này chiếm một diện tích 202,57 km2 (78,21 dặm vuông Anh).. 